# San Isidro, Silacayoápam
San Isidro är en ort i Mexiko.   Den ligger i kommunen Silacayoápam och delstaten Oaxaca, i den sydöstra delen av landet, 240 km söder om huvudstaden Mexico City. San Isidro ligger 1 825 meter över havet och antalet invånare är 163.
Terrängen runt San Isidro är kuperad. Runt San Isidro är det glesbefolkat, med 18 invånare per kvadratkilometer. Närmaste större samhälle är San Miguel Tlacotepec, 13,4 km öster om San Isidro. I omgivningarna runt San Isidro växer huvudsakligen savannskog.